# BCAP29
BCAP29 (англ. B-cell receptor associated protein 29) – білок, який кодується однойменним геном, розташованим у людей на короткому плечі 7-ї хромосоми. Довжина поліпептидного ланцюга білка становить 241 амінокислот, а молекулярна маса — 28 320.
| 10         |  | 20         |  | 30         |  | 40         |  | 50         |
| ---------- |  | ---------- |  | ---------- |  | ---------- |  | ---------- |
| MTLQWAAVAT |  | FLYAEIGLIL |  | IFCLPFIPPQ |  | RWQKIFSFNV |  | WGKIATFWNK |
| AFLTIIILLI |  | VLFLDAVREV |  | RKYSSVHTIE |  | KSSTSRPDAY |  | EHTQMKLFRS |
| QRNLYISGFS |  | LFFWLVLRRL |  | VTLITQLAKE |  | LSNKGVLKTQ |  | AENTNKAAKK |
| FMEENEKLKR |  | ILKSHGKDEE |  | CVLEAENKKL |  | VEDQEKLKTE |  | LRKTSDALSK |
| AQNDVMEMKM |  | QSERLSKEYD |  | QLLKEHSELQ |  | DRLERGNKKR |  | L          |

A: Аланін

C: Цистеїн

D: Аспарагінова кислота

E: Глутамінова кислота

F: Фенілаланін

G: Гліцин

H: Гістидин

I: Ізолейцин

K: Лізин

L: Лейцин

M: Метіонін

N: Аспарагін

P: Пролін

Q: Глутамін

R: Аргінін

S: Серин

T: Треонін

V: Валін

W: Триптофан

Задіяний у таких біологічних процесах, як апоптоз, транспорт, транспорт білків, транспорт між ендоплазматичним ретикулумом і апаратом Гольджі, альтернативний сплайсинг. 
Локалізований у мембрані, ендоплазматичному ретикулумі.